# Standard (Alberta)
Standard je vesnice na jihu provincie Alberta v Kanadě. Nachází se v okresu Wheatland County, přibližně 80 kilometrů na východ od města Calgary. Vesnicí prochází železnice Canadian Pacific Railway. Vesnice byla původně osídlena dánskými imigranty. Její ekonomika je založena na přilehlých farmářských komunitách a energetickém průmyslu, jelikož se v okolí nachází množství ropných a plynových vrtných věží.